# Gordon Baym
Gordon Alan Baym (1 de julho de 1935) é um físico teórico estadunidense.